# Kulturdenkmäler in Hessen

La Denkmaltopographie der Bundesrepublik Deutschland – Kulturdenkmäler in Hessen est une série de livres éditées par le Landesamt für Denkmalpflege Hessen qui enregistre, documente et explore selon la Denkmalschutzgesetz (Hessen) tous les monuments culturels à Hesse.

## Histoire
L'Inventarisation der hessischen Kulturdenkmäler commençait déjà dans le 19e siècle. L'actuel enregistrement se fait dans le cadre de la Denkmaltopographie Bundesrepublik Deutschland recommandée par la Conférence permanente des ministres de l'éducation des Länder. La première édition date de 1982, l'édition 59 (Arrondissement de Marbourg-Biedenkopf II) de 2017. Ainsi plus que 2/3 de Hesse est enregistré dans la topographie des monuments.
Les éditions suivantes sont en préparation : ancien arrondissement de Waldeck en arrondissement de Waldeck-Frankenberg (2 volumes), Cassel (vol. IV), ancien arrondissement de Wolfhagen en arrondissement de Cassel, anciens arrondissements de Fritzlar-Homberg (2 volumes) et Melsungen en arrondissement de Schwalm-Eder, Marbourg (centre), ancien arrondissement de  Gersfeld en arrondissement de Fulda (2 volumes), arrondissement de Vogelsberg I, (ancien arrondissement de  Alsfeld), anciens arrondissements de  Schlüchtern et Hanau en Main-Kinzig-Kreis, banlieues de Wiesbaden (2 volumes), arrondissement de Groß-Gerau ainsi que 7 villes et 12 communes en arrondissement de la Bergstraße (3 volumes).

## Mode de parution
Le contenu des nouveaux volumes est apparu après la version imprimée dans la version en ligne denkxweb. Les volumes vont y apparaître successivement.
Les descriptions des monuments sont accompagnées par des images et des cartes. Par rapport aux premiers volumes, qui ont représenté les monuments dans un catalogue, les derniers volumes sont caractérisés par des descriptions plus complètes.

## Liste
| Volume   | Titre | Arrangeur                                               | Éditeur, lieu et année de publication      | ISBN                     |
| -------- | --- | ------------------------------------------------------- | ------------------------------------------ | ------------------------ |
| 1        | Arrondissement de Wetterau I (ancien arrondissement de Büdingen)                                                                                             | Siegfried RCT Enders, Christoph Mohr                    | Vieweg Verlag, Braunschweig 1982           | (ISBN 3-528-06231-2)     |
| 2        | Kassel I (centre) | Volker Helas, Jochen Bunse, Guntram Rother              | Vieweg Verlag, Braunschweig 1983           | (ISBN 3-528-06232-0)     |
| 3        | Arrondissement de Schwalm-Eder I (ancien arrondissement de Ziegenhain)                                                                                       | Brigitte Warlich-Schenk, Johann Josef Böker             | Konrad Theiss Verlag, Stuttgart 1985       | (ISBN 3-528-06233-9)     |
| 4        | Arrondissement de Lahn-Dill I (autrefois Dillkreis) | Heinz Wionski                                           | Vieweg Verlag, Braunschweig 1986           | (ISBN 3-528-06234-7)     |
| 5        | Francfort-sur-le-Main | Heinz Schomann, Volker Rödel, u. a.                     | Vieweg Verlag, Braunschweig 1986           | (ISBN 3-528-06238-X)     |
| 6        | Arrondissement d'Offenbach | Dagmar Söder                                            | Vieweg Verlag, Braunschweig 1987           | (ISBN 3-528-06237-1)     |
| 7        | Arrondissement de Darmstadt-Dieburg | Siegfried RCT Enders                                    | Vieweg Verlag, Braunschweig 1988           | (ISBN 3-528-06235-5)     |
| 8        | Wiesbaden II – Zones de villa | Sigrid Russ                                             | Vieweg Verlag, Braunschweig 1988           | (ISBN 3-528-06236-3)     |
| 9        | Arrondissement de Cassel (Hesse) I (ancien arrondissement de Hofgeismar)                                                                                     | Brigitte Warlich-Schenk, Emanuel Braun                  | Vieweg Verlag, Braunschweig 1988           | (ISBN 3-528-06239-8)     |
| 10       | Arrondissement de Werra-Meissner I (ancien arrondissement de Eschwege)                                                                                       | Peer Zietz, Thomas Wiegand                              | Vieweg Verlag, Braunschweig 1991           | (ISBN 3-528-06240-1)     |
| 11       | Arrondissement de Werra-Meissner II, Eschwege | Susanne Jacob, Thomas Wiegand                           | Vieweg Verlag, Braunschweig 1992           | (ISBN 3-528-06241-X)     |
| 12       | Fulda | Dieter Griesbach-Maisant, u. a.                         | Vieweg Verlag, Braunschweig/Wiesbaden 1992 | (ISBN 3-528-06244-4)     |
| 13       | Giessen (Allemagne) | Karlheinz Lang, Christel Wagner-Niedner                 | Konrad Theiss Verlag, Stuttgart 1993       | (ISBN 3-8062-1622-3)     |
| 14/15    | Arrondissement de Limburg-Weilburg I + II (2 volumes dans le coffret)                                                                                        | Falko Lehmann                                           | Vieweg Verlag, Braunschweig 1994           | (ISBN 3-528-06243-6)     |
| 16       | Darmstadt | Günter Fries, Nikolaus Heiss, u. a.                     | Vieweg Verlag, Braunschweig/Wiesbaden 1994 | (ISBN 3-528-06249-5)     |
| 17       | Arrondissement de Werra-Meissner III (ancien arrondissement Witzenhausen)                                                                                    | Peer Zietz                                              | Vieweg Verlag, Braunschweig 1995           | (ISBN 3-528-06228-2)     |
| 18/19    | Arrondissement de Hersfeld-Rotenburg I + II (2 volumes) | Ellen Kemp                                              | Vieweg Verlag, Braunschweig 1997           | (ISBN 3-528-06247-9)     |
| 20       | Arrondissement de l'Odenwald | Hans Teubner, Sonja Bonin                               | Konrad Theiss Verlag, Stuttgart 1998       | (ISBN 3-528-06242-8)     |
| 21/22    | Arrondissement de Wetterau II (ancien arrondissement de Friedberg), 2 Bände                                                                                  | Heinz Wionski                                           | Vieweg Verlag, Braunschweig 1999           | (ISBN 3-528-06227-4)     |
| 23       | Arrondissement de Hersfeld-Rotenburg III, Bad Hersfeld | Thomas Wiegand                                          | Vieweg Verlag, Braunschweig 1999           | (ISBN 3-528-06248-7)     |
| 24       | Bad Homburg vor der Höhe | Eva Rowedder                                            | Konrad Theiss Verlag, Stuttgart 2001       | (ISBN 3-8062-1597-9)     |
| 25       | Arrondissement de Marbourg-Biedenkopf I (communes Amöneburg, Kirchhain, Neustadt und Stadtallendorf)                                                         | Helmuth K. Stoffers, u. a.                              | Konrad Theiss Verlag, Stuttgart 2002       | (ISBN 3-8062-1651-7)     |
| 26       | Alsfeld | Peer Zietz                                              | Konrad Theiss Verlag, Stuttgart 2002       | (ISBN 3-8062-1724-6)     |
| 27       | Arrondissement de Lahn-Dill II (ancien arrondissement de Wetzlar)                                                                                            | Maria Wenzel                                            | Konrad Theiss Verlag, Stuttgart 2003       | (ISBN 3-8062-1652-5)     |
| 28       | Arrondissement de Rheingau-Taunus II (Untertaunus) | Dagmar Söder                                            | Konrad Theiss Verlag, Stuttgart 2003       | (ISBN 3-8062-1649-5)     |
| 29       | Arrondissement de Main-Taunus | Michael Nitz, Simone Balsam, Sonja Bonin                | Konrad Theiss Verlag, Stuttgart 2003       | (ISBN 3-8062-1650-9)     |
| 30       | Wetzlar | Reinhold Schneider, Martina Weißenmayer                 | Konrad Theiss Verlag, Stuttgart 2004       | (ISBN 3-8062-1900-1)     |
| 31       | Arrondissement de la Bergstraße I (Bensheim, Heppenheim und Zwingenberg)                                                                                     | Dieter Griesbach-Maisant                                | Konrad Theiss Verlag, Stuttgart 2004       | (ISBN 3-8062-1905-2)     |
| 32/33/34 | Eisenbahn in Hessen (3 volumes dans le coffret) | Volker Rödel, Heinz Schonmann                           | Konrad Theiss Verlag, Stuttgart 2005       | (ISBN 3-8062-1917-6)     |
| 35/36/37 | Wiesbaden I (centre, 3 volumes dans le coffret) | Sigrid Russ                                             | Stuttgart: Konrad Theiss Verlag, 2005      | (ISBN 3-8062-2010-7)     |
| 38       | Stadt Kassel II (Vorderer Westen, Südstadt, Auefeld, Wehlheiden)                                                                                             | Thomas Wiegand                                          | Konrad Theiss Verlag, Stuttgart 2005       | (ISBN 3-8062-1989-3)     |
| 39       | Hanau | Carolin Krumm                                           | Konrad Theiss Verlag, Stuttgart 2006       | (ISBN 3-8062-2054-9)     |
| 40       | Lauterbach (Hessen) | Walter Krug                                             | Konrad Theiss Verlag, Stuttgart 2007       | (ISBN 3-8062-2021-2)     |
| 41       | Limburg | Verena Fuchß                                            | Konrad Theiss Verlag, Stuttgart 2007       | (ISBN 3-8062-2054-9)     |
| 42       | Offenbach | Sonja Bonin                                             | Konrad Theiss Verlag, Stuttgart 2007       | (ISBN 978-3-8062-2097-1) |
| 43       | Arrondissement de Giessen I (Hungen, Laubach, Lich und Reiskirchen)                                                                                          | Karlheinz Lang, Reinhold Schneider, Martina Weißenmayer | Konrad Theiss Verlag, Stuttgart 2008       | (ISBN 3-8062-2177-4)     |
| 44       | Kassel III (Brasselsberg, Habichtswald, Kirchditmold, Nordshausen, Wahlershausen, Wilhelmshöhe)                                                              | Brigitte Warlich-Schenk                                 | Konrad Theiss Verlag, Stuttgart 2008       | (ISBN 978-3-8062-2255-5) |
| 45       | Arrondissement de Giessen II (Buseck, Fernwald, Grünberg, Langgöns, Linden, Pohlheim, Rabenau)                                                               | Karlheinz Lang, Reinhold Schneider, Martina Weißenmayer | Konrad Theiss Verlag, Stuttgart 2010       | (ISBN 978-3-8062-2178-7) |
| 46       | Arrondissement de Giessen III (Allendorf/Lumda, Biebertal, Heuchelheim, Lollar, Staufenberg, Wettenberg)                                                     | Karlheinz Lang, Reinhold Schneider, Martina Weißenmayer | Konrad Theiss Verlag, Stuttgart 2010       | (ISBN 978-3-8062-2179-4) |
| 47/48    | Arrondissement de Main-Kinzig II (ancien arrondissement de Gelnhausen), 2 volumes                                                                            | Waltraud Friedrich                                      | Konrad Theiss Verlag, Stuttgart 2010       | (ISBN 3-8062-2469-2)     |
| 49       | Arrondissement de Fulda II (ancien arrondissement de Hünfeld)                                                                                                | Adrian Seib                                             | Konrad Theiss Verlag, Stuttgart 2010       | (ISBN 978-3-8062-2607-2) |
| 50       | Arrondissement de Kassel II (ancien arrondissement de Kassel)                                                                                                | Heinrich Klose                                          | Konrad Theiss Verlag, Stuttgart 2010       | (ISBN 978-3-8062-2608-9) |
| Suppl.   | Abri à Francfort-sur-le-Main | Andrea Hampel                                           | Hendrich Ed., Francfort-sur-le-Main 2012   | (ISBN 978-3-921606-87-2) |
| 51       | Églises après-guerre à Francfort-sur-le-Main (1945–76) | Karin Berkemann                                         | Konrad Theiss Verlag, Stuttgart 2013       | (ISBN 978-3-8062-2812-0) |
| 52       | Marbourg II (expansions urbaines et quartiers) | Ellen Kemp, Annekathrin Sitte-Köster                    | Konrad Theiss Verlag, Darmstadt 2013       | (ISBN 978-3-8062-2884-7) |
| 53       | Arrondissement du Haut-Taunus | Eva Rowedder                                            | Konrad Theiss Verlag, Stuttgart 2013       | (ISBN 978-3-8062-2905-9) |
| 54/55    | Arrondissement de Rheingau-Taunus I (ancien arrondissement de Rheingau), 2 volumes                                                                           | Dagmar Söder                                            | Konrad Theiss Verlag, Stuttgart 2014       | (ISBN 978-3-8062-2987-5) |
| 56       | Arrondissement de Waldeck-Frankenberg II (Allendorf, Battenberg, Bromskirchen, Burgwald, Frankenau, Frankenberg, Gemünden, Haina, Hatzfeld, Rosenthal, Vöhl) | Roland Pieper, Antje Press, Reinhold Schneider          | Konrad Theiss Verlag, Darmstadt 2015       | (ISBN 978-3-8062-3054-3) |
| 57/58    | Arrondissement de Vogelsberg II, 2 volumes | Walter Krug                                             | Konrad Theiss Verlag, Stuttgart 2016       | (ISBN 978-3-8062-3055-0) |
| 59       | Arrondissement de Marbourg-Biedenkopf II (Gemeinden Ebsdorfergrund, Fronhausen, Lohra und Weimar)                                                            | Helmuth K. Stoffers                                     | Konrad Theiss Verlag, Stuttgart 2017       | (ISBN 978-3-8062-3550-0) |